# ВО-2 «Богун»
ВО-2 «Богун» — воєнна округа УПА, який станом на осінь-зиму 1943 р. був у складі УПА-Північ.

## Структура

Командування ВО «Богун» разом з прибулими гостями. Нижній ряд (зліва направо): шеф розвідувального відділу (ШРВ) «Немо» (Андрій Кисіль-Дольницький); член проводу ОУН(б) «Іванів» (Омелян Логуш); керівник угорської місії до УПА підполковник Ференц Мартон; комендант запілля УПА-Північ «Горбенко» (Ростислав Волошин); командир групи «Еней» (Петро Олійник); керівник охорони делегації «Кропива» (Василь Процюк). Верхній ряд: заступник ШРВ «Палій» (Василь Коренюк); господарчий референт УПА-Північ «Зубатий» (Василь Мороз); шеф штабу групи «Черник» (Казван Дмитро).

Військовий округ (група) УПА «Богун», «02», «002», осягала південну половину Рівненської області і Кременеччину.

Військові надрайони:

Корецький — «2/2», «Коліно»;

Рівненський — «3/3», «Озеро»;

Здолбунівський — «4/4», «Луг»;

Дубнівський — «6/6», «Дуб»;

Кременецький — «7/7».

Серед перших командирів та комендантів запілля відомі такі: командир «Еней» (Петро Олійник), комендант «Пташка» (Сильвестр Затовканюк).

Група «02», «Богун» — Шеф військового штабу «Черник» (Дмитро Казван), політвиховник «Нестор» (Володимир Ярмолка).

Курені групи:

Дубненський — командир «Юрко» (Юрій Чуйковський);

Кременецький — командир «Крук» (Іван Климишин);

Окремі сотні групи були під керівництвом сотенних: «Макса» (Максим Скорупський), «Негуса» (Сергій Олеськів), «Саблюка» (Остап Качан), «Гордієнка» (Дмитро Хандій), «Орла», «Тополі» та ін.

Наприкінці 1943 р. Провід ОУН на чолі з головою Бюро Проводу «Туром» (Роман Шухевич) ухвалив рішення про реформування структури УПА та розширення її діяльності.
На основі діючої в складі групи «Богун» групи «Кодак» та крайового проводу ОУН Південно-східних українських земель (ПСУЗ) організовано командування УПА-Південь.

## За даними Сергія Яровенка
Група «Богун» займала південні райони Рівненщини. Командиром групи був Петро Олійник (Роман, Еней), ШВШ — Казван Дмитро (Гриць, Черник), а після його поранення в травні 1944 Гордій Загоруйко (Гармаш); пвх — «Середа». 
До складу групи вхолили курені під командуванням Андрія Трачука (Балабан, Бувалий), Семена Котика (Кожух, Вир, Докс), Івана Золотнюка (Довбенко), Степана Трохимчука (Кирея, Недоля) (загін в квітні 1944 був переданий до складу групи «Тютюнник»), Олексанра Кайдаша (Лихо, Дик), Івана Сало (Мамай), Олександра Степчука (Рова, Сторчан), Олександра Калиновського (Хмара), Юрія Чуйковського (Юрко), Миколи Свистуна (Ясен, Ярбей). Частина формувань групи діяла окремими загонами і до складу куренів (з'єднань УПА) не входила.